# Erzberg Arena
Erzberg Arena, znany również jako Erzbergschanzen – kompleks skoczni narciarskich w austriackiej miejscowości Eisenerz. W skład kompleksu wchodzą skocznie o rozmiarach HS-109, HS-70, HS-35 i HS-15.
W latach 2015–2016 miała miejsce przebudowa skoczni narciarskich wchodzących w skład kompleksu. Ponadto modernizacji została poddana infrastruktura wokół kompleksu, zamontowano system naśnieżania, wybudowano szatnie, pomieszczenie techniczne, wieżę sędziowską, parking i kolejkę.
Z miejscowego klubu pochodzą kombinator norweski David Zauner oraz skoczkini narciarska Daniela Iraschko-Stolz.